# Triumph of a Heart
Triumph of a Heart è un brano musicale della cantautrice islandese Björk, pubblicato il 28 febbraio 2005 come secondo ed ultimo singolo estratto dall'album Medúlla. La canzone è stata scritta, composta e prodotta dalla stessa Björk. Il testo, ricco di riferimenti anatomici, celebra il cuore nel suo funzionamento. Come tutte le tracce di Medúlla, Triumph of a Heart è un brano a cappella, ma con forti arrangiamenti elettronici. La canzone vede la partecipazione dei beatboxer Rahzel dei The Roots, Gregory Purnhagen e Dokaka.

## Video musicale
Il video è stato diretto da Spike Jonze, che aveva in passato diretto i video di It's Oh So Quiet e It's in Our Hands.
Nel video, Björk, stanca del marito, interpretato da un gatto domestico, si precipita fuori casa per passare una notte in città. Entra in un pub dove si ubriaca con alcuni amici. Quando Björk si allontana per dirigersi alla toilette, la canzone si ferma, e la gente del posto (compresi Dokaka) iniziano a fare beatboxing. Quando Björk ritorna, si unisce alla comitiva per una speciale performance della versione "Audition mix" della canzone. Björk esce dal pub e cammina ubriaca per la città, finché non cade a terra. Più tardi, si sveglia su una strada con graffi e lividi su tutto il corpo. Si alza e continua a cantare la canzone, con cuoricini che fuoriescono dalla sua bocca. Il gatto-marito vede i cuori dalla sua casa e riesce a localizzare la moglie. Lui la va a prendere con la sua auto e i due tornano a casa. Björk dà un bacio al marito che si ingigantisce raggiungendo l'altezza di lei e i due iniziano a ballare.

## Tracce

### UK CD1
1. Triumph of a Heart (Radio Edit)
2. Desired Constellation (Ben Frost's School of Emotional Engineering Mix)

### UK CD2
1. Triumph of a Heart (Audition Mix)
2. Vökuró (Gonzales Mix)
3. Mouth's Cradle (Recomposed by Ensemble)

### UK DVD
1. Triumph of a Heart (Video)
2. Oceania (Piano Vocal)
3. Desired Constellation (Choir Mix)

### EU EP CD
1. Triumph of a Heart (Audition Mix)
2. Vökuró (Gonzales Mix)
3. Mouth's Cradle (Recomposed by Ensemble)
4. Desired Constellation (Ben Frost's School of Emotional Engineering Mix)
5. Triumph of a Heart (Radio Edit)

## Classifiche
| Classifica (2005) | Posizione massima |
| ----------------- | ----------------- |
| Francia           | 63                |
| Italia            | 33                |
| Regno Unito       | 31                |
| Spagna            | 6                 |
| U.S. Billboard    | 70                |